# Аргентинська мурашка
Аргентинська мурашка (Linepithema humile) — один з найнебезпечніших інвазійних видів мурах, який спочатку жив у Аргентині, Парагваї, Уругваї та на півдні Бразилії, але завдяки людині поширився по всьому світу. Мурашині цариці мають розмір до 5 мм, робітники — 2-3 мм.

## Ареал
Аргентинські мурашки живуть у багатьох прибережних районах південної Європи, США та Азії. Спочатку цей вид мурашок жив тільки в Південній Америці. В Європі найбільша колонія аргентинських мурашок простягається на 6 тис. км уздовж середземноморського узбережжя Іспанії, Франції та Італії, каліфорнійська колонія в США — на 900 км. Третя велика спільнота проживає на західному узбережжі Японії.

## Характеристика
Одноколірні, бурі або жовтувато-бурі. Linepithema humile є небезпечними інвазивними комахами, вони знижують різноманіття аборигенної фауни, в яку інтродукуються завдяки комерційній діяльності людей, шкодять у будинках і сільському господарству.

## Останні дослідження
Було виявлено, що всі три суперколонії аргентинських мурашок толерантні одна до одної (на відміну від менших гнізд мурашок того ж виду). Мірмекологи поміщали в одне гніздо представників з різних суперколоній (каліфорнійської, європейської і японської). Виявилося, що актів агресії між робочими мурахами з гнізд, віддалених на багато тисяч кілометрів, не було.

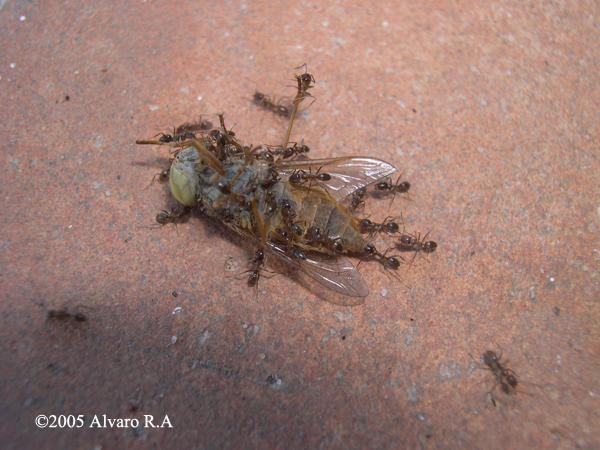

## Генетика
Геном: 0,26 пг (C value). Диплоїдний набір хромосом 2n = 16. Щонайменше 367 генів забезпечують роботу рецепторів запаху, а за імунітет відповідають 90 генів. Велика кількість генів відповідає за вироблення білка цитохром P450.

## Паразити й хижаки
Серед хижаків, виявлених в аргентинської мурашки, муха-сирфіда Mixogaster lanei (Carrera and Lenko, 1958; Diptera, Syrphidae), чиї личинки поїдають розплід Linepithema humile

## Підвиди
- Linepithema humile humile (Mayr, 1868)
- Linepithema humile angulatum (Emery, 1894)
- Linepithema humile arrogans (Chopard, 1921)
- Linepithema humile breviscapum (Santschi, 1929)
- Linepithema humile gallardoi (Brethes, 1914)
- Linepithema humile platense (Forel, 1912)
- Linepithema humile scotti (Santschi, 1919)